# Лазар Поп-Трајков
Лазар Поп-Трајков (буг. Лазар Поптрайков; 1878 — 1903) је био бугарски револуционар, песник и учитељ.
У НР Македонији Поп-Трајков се сматрао за македонског револуционара. То мишљење је остало званично до данас у Републици Македонији. Међутим, Поп-Трајков се изјашњавао као Бугарин: Данас су сви Македонци устали да покидају ланце ропства. Због тога је велика грешка за нас, сва деца исте земље, сва браћа по крви и Бугари по пореклу, да мрзе и прогањају једни друге.
Рођен је 10. априла 1878. године у селу Дамбени код Костура. По завршетку Солунске бугарске гимназије, кратко време је био учитељ у Костуру. Тамо је развио велику револуционарну делатност, због чега га је Османлијска власт осудила на 4 године затвора које је одлежао у Корчи (Албанија). Учествовао је на Смилевском конгресу ТМОРО, када је био изабран за члана главног устаничког штаба. Имао је активно учешће у Илинданском устанку у Костуру, Прилепу и Мариову. У септембру 1903. године, у бици која се водила крај села Чаништа, је тешко рањен. Послат је на лечење али је убијен од грчког присталице Коте из села Руља. Глава му је била однесена костурском грчком владици.
Лазар Поп-Трајков је написао поему „Локвата и Вињари“.